# Boulevard Frantz-Fanon
 (janvier 2018).
Si vous disposez d'ouvrages ou d'articles de référence ou si vous connaissez des sites web de qualité traitant du thème abordé ici, merci de compléter l'article en donnant les références utiles à sa vérifiabilité et en les liant à la section « Notes et références ».
Le boulevard Frantz-Fanon est une voie d'Alger.

## Situation et accès
Ce large boulevard bordé de palmiers est situé dans la commune d'Alger-Centre. 
Le boulevard est accessible par les bus de l'ETUSA

## Origine du nom
Il rend honneur à Frantz Fanon (1925-1961).

## Historique
Le « boulevard Frantz Fanon » était auparavant nommé « boulevard de Lattre de Tassigny ».

## Bâtiments remarquables et lieux de mémoire
- no 2 : Siège du Commissariat à l'Energie Atomique (COMENA)